# Campeonato de Invierno 2016 (Costa Rica)
El Campeonato de Invierno 2016 fue la edición 107° del torneo de liga de la Primera División del fútbol costarricense; en él se dio inicio el nuevo formato de competencia, luego del cambio que fue efectivo el 28 de abril por decisión de los clubes.
Para la temporada 2016-17, la principal novedad fue el regreso del equipo de San Carlos, el cual estuvo ausente por tres años después de su descenso en el Verano 2013, por lo que ocupó el lugar que dejó el Uruguay de Coronado.
El equipo Deportivo Saprissa se proclamó campeón de la temporada y logró su título número 33 (récord) en su historia tras acabar líder en las dos fases.

## Sistema de competición
El torneo de la Liga FPD está conformado en dos partes:
- Fase de clasificación: Se integra por las 22 jornadas del torneo.
- Fase cuadrangular: Se integra por los cuatro clubes mejor ubicados.

### Fase de clasificación
En la fase de clasificación se observará el sistema de puntos. La ubicación en la tabla general está sujeta a lo siguiente:
- Por juego ganado se obtendrán tres puntos.
- Por juego empatado se obtendrá un punto.
- Por juego perdido no se otorgan puntos.

En esta fase participan los 12 clubes de la Liga FPD jugando en cada torneo todos contra todos durante las 22 jornadas respectivas, a visita recíproca.
El orden de los clubes al final de la fase de calificación del torneo corresponderá a la suma de los puntos obtenidos por cada uno de ellos y se presentará en forma descendente. Si al finalizar las 22 jornadas del torneo, dos o más clubes estuviesen empatados en puntos, su posición en la tabla general será determinada atendiendo a los siguientes criterios de desempate:
1. Mayor diferencia positiva general de goles. Este resultado se obtiene mediante la sumatoria de los goles anotados a todos los rivales, en cada campeonato menos los goles recibidos de estos.
2. Mayor cantidad de goles a favor, anotados a todos los rivales dentro de la misma competencia.
3. Mejor puntuación particular que hayan conseguido en las confrontaciones particulares entre ellos mismos.
4. Mayor diferencia positiva particular de goles, la cual se obtiene sumando los goles de los equipos empatados y restándole los goles recibidos.
5. Mayor cantidad de goles a favor que hayan conseguido en las confrontaciones entre ellos mismos.
6. Como última alternativa, la UNAFUT realizaría un sorteo para el desempate.

### Fase cuadrangular
Al término de las 22 jornadas en la primera Fase de Clasificación, el equipo que obtuvo el primer lugar se asegura un puesto en la final de manera automática y los cuatro equipos mejor ubicados en la tabla disputarán la Fase Cuadrangular. 
Si el equipo que obtuvo el primer lugar en la Fase de Clasificación vuelve a quedar en la primera posición en la Fase Cuadrangular, se coronará automáticamente Campeón del Torneo; pero si otro club consigue el liderato de la Cuadrangular, se obligará a una final para disputar el título. En total se desarrollarán 6 fechas de visita recíproca.
La razón del cambio de formato se debe a que aumentará la «justicia deportiva» al premiar al primer lugar, con esto revalorará la fase regular, ya que cada partido tendrá un valor, incrementarán los partidos de alta trascendencia y se tendrá más en cuenta el aficionado a la hora de la calendarización.
El conjunto vencedor del torneo recibirá un cupo para la Concacaf Liga de Campeones 2017-18.

## Arbitraje
A continuación se mencionarán los árbitros que estarán presentes en el campeonato:
| - Álvaro Acuña Torres - Ricardo Montero Araya (2011) - Jimmy Torres Taylor - Benjamín Pineda - Henry Bejarano Matarrita (2011) - Juan Gabriel Calderón - Steven Madrigal Fallas - Cristian Rodríguez Rodríguez - Adrián Chinchilla Chaves - Keylor Herrera Villalobos | - Pedro Navarro Torres - Wálter Quesada Cordero (2001) - Andrey Vega Chinchilla - Josué Ugalde Aguilar - Allen Quirós (2016) - Adrián Elizondo Badilla - Geiner Zúñiga Molina - David Gómez Araya - Isaac Mendoza Cárdenas |

### Uniformes
| Uniforme Arbitral Negro | Uniforme Arbitral Amarillo | Uniforme Arbitral Naranja | Uniforme Arbitral Rosa | Uniforme Arbitral Blanco |

## Trofeo
Desde su implementación en el Verano 2012, el trofeo de campeón cuenta con 32 pulgadas de altura, mientras que su diámetro es de 12. Tiene como características el balón de fútbol en la parte superior y los detalles en el cuerpo, ambos fabricados con oro; estos dos son sostenidos por una barra hecha de plata y su base es escalonada, realizada con el metal dorado. El título de subcampeón mide 30 pulgadas de alto y 9.5 de diámetro, totalmente de plata. Los dos premios son de manufactura italiana. Además, los finalistas reciben las respectivas medallas, de oro para el campeón y de plata para el subcampeón. Estas últimas son importadas de Estados Unidos, tienen medidas de 5 centímetros de diámetro y 3 milímetros de grosor. La inversión de todos estos elementos es de $5.000.
| Trofeo del Campeón | Trofeo del Subcampeón |
| ------------------ | --------------------- |
|                    |                       |

## Equipos por provincia
| Saprissa Herediano Belén Alajuelense Carmelita San Carlos UCR Pérez Zeledón Cartaginés Limón Santos Liberia |

| Provincia  | N.º | Equipos                                                    |
| ---------- | --- | ---------------------------------------------------------- |
| San José   | 3   | Deportivo Saprissa Universidad de Costa Rica Pérez Zeledón |
| Alajuela   | 3   | L.D. Alajuelense A.D. Carmelita A.D. San Carlos            |
| Heredia    | 2   | C.S. Herediano Belén F.C.                                  |
| Limón      | 2   | Limón F.C. Santos de Guápiles                              |
| Cartago    | 1   | C.S. Cartaginés                                            |
| Guanacaste | 1   | Municipal Liberia                                          |

## Ascenso y descenso
| Pos | a la Liga Movistar       |
| --- | ------------------------ |
| 12º | C.S. Uruguay de Coronado |

| Pos | a la Liga FPD   |
| --- | --------------- |
| 1º  | A.D. San Carlos |

## Información de los equipos
| Equipo        | Entrenador         | Estadio           | Ciudad                  | Patrocinador                  | Equipación       | Transmisión |
| ------------- | ------------------ | ----------------- | ----------------------- | ----------------------------- | ---------------- | ----------- |
| Alajuelense   | Guilherme Farinha  | Morera Soto       | Alajuela                | Movistar                      | Puma             |             |
| Belén         | Fernando Palomeque | Rosabal Cordero   | Heredia                 | Papa John's Pizza             | Silver Sport     |             |
| Carmelita     | Vinicio Alvarado   | Morera Soto       | Alajuela                | Tierrasol                     | Sportek          | Extra TV 42 |
| Cartaginés    | Jeaustin Campos    | "Fello" Meza      | Cartago                 | Bancrédito                    | Joma             |             |
| Herediano     | Hernán Medford     | Rosabal Cordero   | Heredia                 | Kölbi                         | Umbro            |             |
| Liberia       | Marvin Solano      | Edgardo Baltodano | Liberia, Guanacaste     | Pulmitan de Liberia           | Roma Sports Gear |             |
| Limón         | Horacio Esquivel   | Juan Gobán        | Limón                   | APM Terminals                 | Living Sport     |             |
| Pérez Zeledón | José Giacone       | Municipal         | Pérez Zeledón, San José | Kölbi                         | Living Sport     |             |
| Santos        | Johnny Chaves      | Ebal Rodríguez    | Guápiles, Limón         | Grupo Colono                  | Living Sport     |             |
| San Carlos    | Leonardo Moreira   | Carlos Ugalde     | San Carlos, Alajuela    | Dos Pinos                     | ARN Arena        |             |
| Saprissa      | Carlos Watson      | Ricardo Saprissa  | Tibás, San José         | Bimbo                         | Kappa            |             |
| UCR           | Randall Chacón     | Ecológico         | Montes de Oca, San José | Instituto Nacional de Seguros | ProSport         |             |

### Cambios de entrenadores
| Equipo                         | Entrenador (jornadas)                                                      |
| ------------------------------ | -------------------------------------------------------------------------- |
| Municipal Liberia              | Érick Rodríguez (1-8) Luis José Herra* (9) Marvin Solano (10-22)           |
| L.D. Alajuelense               | José Giacone (1-9) Wilmer López* (10) Guilherme Farinha (11-22)            |
| A.D. San Carlos                | Géiner Segura (1-9) César Eduardo Méndez (10-17) Leonardo Moreira* (18-22) |
| C.F. Universidad de Costa Rica | Guilherme Farinha (1-9) Josef Miso (10-14) Randall Chacón (15-22)          |
| Pérez Zeledón                  | Mauricio Wright (1-10) José Giacone (11-22)                                |

(*) Entrenador interino.

## Estadios
| |                                                                                          |                                                                                      |
| |                                                                                          |                                                                                      |
| Estadio Ricardo Saprissa Ciudad: Tibás, San José Capacidad: 23.112 Club: Deportivo Saprissa        | Estadio Morera Soto Ciudad: Alajuela Capacidad: 17.895 Clubes: Alajuelense y Carmelita   | Estadio "Fello" Meza Ciudad: Cartago Capacidad: 13.500 Club: Cartaginés              |
| |                                                                                          |                                                                                      |
| Estadio Rosabal Cordero Ciudad: Heredia Capacidad: 7.321 Clubes: Herediano y Belén                 | Estadio Municipal Ciudad: Pérez Zeledón, San José Capacidad: 6.100 Club: Pérez Zeledón   | Estadio Edgardo Baltodano Ciudad: Liberia, Guanacaste Capacidad: 5.797 Club: Liberia |
| |                                                                                          |                                                                                      |
| Estadio Carlos Ugalde Ciudad: San Carlos, Alajuela Capacidad: 5.600 Club: San Carlos               | Estadio Ebal Rodríguez Ciudad: Guápiles, Limón Capacidad: 4.500 Club: Santos de Guápiles | Estadio Juan Gobán Ciudad: Limón Capacidad: 3.000 Club: Limón                        |
| |                                                                                          |                                                                                      |
| Estadio Ecológico Ciudad: Montes de Oca, San José Capacidad: 1.800 Club: Universidad de Costa Rica |                                                                                          |                                                                                      |

## Fase de clasificación

### Tabla de posiciones
|     | Equipos                        |  | PJ | PG | PE | PP | GF | GC | Dif. | Pts. |
| --- | ------------------------------ |  | -- | -- | -- | -- | -- | -- | ---- | ---- |
| 1.  | Deportivo Saprissa             |  | 22 | 15 | 4  | 3  | 52 | 19 | +33  | 49   |
| 2.  | C.S. Herediano                 |  | 22 | 12 | 8  | 2  | 44 | 24 | +20  | 44   |
| 3.  | L.D. Alajuelense               |  | 22 | 12 | 3  | 7  | 31 | 20 | +11  | 39   |
| 4.  | Santos de Guápiles             |  | 22 | 10 | 5  | 7  | 30 | 27 | +3   | 35   |
| 5.  | C.S. Cartaginés                |  | 22 | 8  | 9  | 5  | 35 | 31 | +4   | 33   |
| 6.  | Limón F.C.                     |  | 22 | 9  | 4  | 9  | 22 | 39 | -17  | 31   |
| 7.  | A.D. Carmelita                 |  | 22 | 7  | 5  | 10 | 22 | 33 | -11  | 26   |
| 8.  | Pérez Zeledón                  |  | 22 | 6  | 6  | 10 | 26 | 27 | -1   | 24   |
| 9.  | Belén F.C.                     |  | 22 | 6  | 5  | 11 | 28 | 42 | -10  | 23   |
| 10. | C.F. Universidad de Costa Rica |  | 22 | 5  | 7  | 10 | 31 | 38 | -7   | 22   |
| 11. | Municipal Liberia              |  | 22 | 4  | 7  | 11 | 27 | 34 | -7   | 19   |
| 12. | A.D. San Carlos                |  | 22 | 4  | 5  | 13 | 16 | 34 | -18  | 17   |

| Simbología |
| --- |
| Pos – Posición; PJ – Partidos Jugados; PG - Partidos Ganados; PE - Partidos Empatados; PP - Partidos Perdidos; GF – Goles a Favor; GC – Goles en Contra; DIF – Diferencia de Goles; PTS - Puntos. |

|  | Líder, clasifica a la final y a la cuadrangular (1º Lugar). |
|  | Clasifican a la cuadrangular (2º a 4º Lugar).               |
|  | Último lugar.                                               |

### Evolución de la clasificación
| Equipo / Jornada                                  | 01 | 02 | 03 | 04 | 05 | 06 | 07 | 08 | 09 | 10 | 11 | 12 | 13 | 14 | 15 | 16 | 17 | 18 | 19 | 20 | 21 | 22 |
| ------------------------------------------------- | -- | -- | -- | -- | -- | -- | -- | -- | -- | -- | -- | -- | -- | -- | -- | -- | -- | -- | -- | -- | -- | -- |
| Saprissa                                          | 5  | 2  | 1  | 2  | 2  | 1  | 1  | 1  | 1  | 1  | 1  | 1  | 1  | 1  | 2  | 1  | 2  | 1  | 1  | 1  | 1  | 1  |
| Herediano                                         | 2  | 1  | 3  | 1  | 1  | 2  | 2  | 2  | 2  | 2  | 2  | 2  | 2  | 2  | 1  | 2  | 1  | 2  | 2  | 2  | 2  | 2  |
| Alajuelense                                       | 8  | 3  | 2  | 4  | 3  | 3  | 4  | 5  | 7  | 5  | 4  | 3  | 3  | 3  | 3  | 3  | 4  | 4  | 4  | 3  | 3  | 3  |
| Santos                                            | 9  | 7  | 8  | 9  | 6  | 8  | 11 | 11 | 10 | 4  | 3  | 5  | 5  | 5  | 6  | 5  | 5  | 5  | 5  | 5  | 5  | 4  |
| Cartaginés                                        | 11 | 11 | 6  | 5  | 4  | 4  | 3  | 3  | 3  | 3  | 5  | 4  | 4  | 4  | 4  | 4  | 3  | 3  | 3  | 4  | 4  | 5  |
| Limón                                             | 3  | 5  | 7  | 6  | 8  | 11 | 7  | 6  | 6  | 7  | 6  | 6  | 7  | 6  | 5  | 6  | 7  | 7  | 7  | 6  | 6  | 6  |
| Carmelita                                         | 12 | 12 | 12 | 8  | 10 | 6  | 8  | 7  | 4  | 8  | 8  | 8  | 9  | 7  | 7  | 7  | 6  | 6  | 6  | 7  | 7  | 7  |
| Pérez Zeledón                                     | 10 | 10 | 4  | 7  | 9  | 9  | 6  | 8  | 9  | 11 | 9  | 9  | 6  | 8  | 8  | 8  | 8  | 8  | 8  | 8  | 8  | 8  |
| Belén                                             | 6  | 9  | 11 | 12 | 12 | 12 | 8  | 9  | 11 | 9  | 10 | 10 | 10 | 9  | 10 | 10 | 9  | 10 | 9  | 9  | 9  | 9  |
| UCR                                               | 1  | 4  | 5  | 3  | 5  | 5  | 6  | 4  | 5  | 6  | 7  | 7  | 8  | 10 | 9  | 9  | 10 | 9  | 10 | 11 | 10 | 10 |
| Liberia                                           | 7  | 8  | 10 | 10 | 11 | 7  | 10 | 10 | 8  | 10 | 11 | 11 | 11 | 11 | 11 | 11 | 11 | 11 | 11 | 10 | 11 | 11 |
| San Carlos                                        | 4  | 6  | 9  | 11 | 7  | 10 | 12 | 12 | 12 | 12 | 12 | 12 | 12 | 12 | 12 | 12 | 12 | 12 | 12 | 12 | 12 | 12 |
| Última actualización: Al término de la jornada 22 |    |    |    |    |    |    |    |    |    |    |    |    |    |    |    |    |    |    |    |    |    |    |

### Resumen de resultados
| Local / Visita                        | ADC   | SC    | BEL   | UCR   | CSC   | CSH   | SAP   | LDA   | LFC   | MPZ   | LIB   | SAN   |
| ------------------------------------- | ----- | ----- | ----- | ----- | ----- | ----- | ----- | ----- | ----- | ----- | ----- | ----- |
| A.D. Carmelita                        |       | 0 - 0 | 2 - 0 | 1 - 4 | 0 - 1 | 0 - 0 | 4 - 3 | 1 - 3 | 3 - 1 | 1 - 0 | 1 - 0 | 0 - 2 |
| A.D. San Carlos                       | 1 - 0 |       | 0 - 1 | 0 - 3 | 0 - 1 | 0 - 3 | 2 - 0 | 1 - 2 | 2 - 0 | 2 - 1 | 2 - 2 | 1 - 1 |
| Belén F.C.                            | 2 - 2 | 1 - 0 |       | 3 - 2 | 3 - 3 | 0 - 1 | 2 - 2 | 0 - 3 | 0 - 1 | 2 - 1 | 1 - 1 | 0 - 4 |
| C.F. Universidad de Costa Rica        | 2 - 2 | 2 - 0 | 2 - 1 |       | 2 - 2 | 2 - 2 | 0 - 3 | 2 - 3 | 1 - 2 | 1 - 1 | 1 - 1 | 0 - 1 |
| C.S. Cartaginés                       | 1 - 1 | 3 - 0 | 1 - 4 | 2 - 0 |       | 2 - 2 | 0 - 0 | 1 - 1 | 4 - 0 | 2 - 1 | 3 - 3 | 2 - 3 |
| C.S. Herediano                        | 3 - 0 | 2 - 1 | 3 - 2 | 1 - 1 | 3 - 3 |       | 2 - 1 | 2 - 1 | 2 - 0 | 2 - 1 | 2 - 1 | 7 - 0 |
| Deportivo Saprissa                    | 4 - 0 | 3 - 3 | 2 - 1 | 4 - 0 | 0 - 0 | 1 - 0 |       | 2 - 0 | 6 - 1 | 4 - 0 | 3 - 1 | 2 - 0 |
| L.D. Alajuelense                      | 0 - 1 | 2 - 1 | 0 - 1 | 3 - 2 | 0 - 1 | 0 - 1 | 1 - 2 |       | 2 - 0 | 2 - 1 | 1 - 0 | 2 - 0 |
| Limón F.C.                            | 0 - 3 | 1 - 0 | 2 - 1 | 1 - 1 | 1 - 0 | 2 - 2 | 0 - 3 | 0 - 3 |       | 2 - 1 | 2 - 1 | 2 - 1 |
| Pérez Zeledón                         | 2 - 0 | 3 - 0 | 3 - 1 | 1 - 0 | 2 - 0 | 2 - 2 | 1 - 2 | 1 - 1 | 0 - 0 |       | 2 - 0 | 1 - 2 |
| Municipal Liberia                     | 1 - 0 | 3 - 0 | 2 - 2 | 1 - 2 | 2 - 3 | 2 - 0 | 1 - 4 | 0 - 1 | 2 - 2 | 0 - 0 |       | 2 - 0 |
| Santos de Guápiles                    | 3 - 0 | 0 - 0 | 1 - 0 | 3 - 1 | 3 - 0 | 2 - 2 | 0 - 1 | 0 - 0 | 1 - 2 | 1 - 1 | 2 - 1 |       |
| Última actualización: 13 de noviembre |       |       |       |       |       |       |       |       |       |       |       |       |

|  | Victoria del conjunto local     |
|  | Empate                          |
|  | Victoria del conjunto visitante |

### Jornadas
- Los horarios son correspondientes al tiempo de Costa Rica (UTC-6).
- El calendario de los partidos se dio a conocer el 14 de junio de 2016.[20]

#### Primera vuelta
| C.S. Herediano     | 2 - 1 | Pérez Zeledón                  | Rosabal Cordero | 16 de julio | 20:00 |             |
| Deportivo Saprissa | 3 - 3 | A.D. San Carlos                | Nacional        | 16 de julio | 20:00 |             |
| Limón F.C.         | 1 - 0 | C.S. Cartaginés                | Juan Gobán      | 17 de julio | 14:00 |             |
| A.D. Carmelita     | 1 - 4 | C.F. Universidad de Costa Rica | Morera Soto     | 17 de julio | 15:00 | Extra TV 42 |
| Santos de Guápiles | 0 - 0 | L.D. Alajuelense               | Ebal Rodríguez  | 17 de julio | 15:30 |             |
| Belén F.C.         | 1 - 1 | Municipal Liberia              | Rosabal Cordero | 17 de julio | 16:30 |             |
| Total de goles: 17 |       |                                |                 |             |       |             |

| C.S. Herediano                 | 3 - 2 | Belén F.C.         | Rosabal Cordero   | 19 de julio | 19:00 |  |
| A.D. San Carlos                | 1 - 1 | Santos de Guápiles | Carlos Ugalde     | 20 de julio | 19:30 |  |
| Municipal Liberia              | 0 - 0 | Pérez Zeledón      | Edgardo Baltodano | 20 de julio | 20:00 |  |
| C.S. Cartaginés                | 1 - 1 | A.D. Carmelita     | "Fello" Meza      | 20 de julio | 20:00 |  |
| L.D. Alajuelense               | 2 - 0 | Limón F.C.         | Morera Soto       | 20 de julio | 20:00 |  |
| C.F. Universidad de Costa Rica | 0 - 3 | Deportivo Saprissa | "Coyella" Fonseca | 21 de julio | 19:00 |  |
| Total de goles: 14             |       |                    |                   |             |       |  |

| A.D. San Carlos    | 0 - 1 | C.S. Cartaginés                | Carlos Ugalde    | 23 de julio | 19:30 |  |
| L.D. Alajuelense   | 1 - 0 | Municipal Liberia              | Morera Soto      | 23 de julio | 20:00 |  |
| Deportivo Saprissa | 4 - 0 | A.D. Carmelita                 | Ricardo Saprissa | 24 de julio | 11:00 |  |
| Pérez Zeledón      | 3 - 1 | Belén F.C.                     | Municipal        | 24 de julio | 11:00 |  |
| Limón F.C.         | 1 - 1 | C.F. Universidad de Costa Rica | Juan Gobán       | 24 de julio | 14:00 |  |
| Santos de Guápiles | 2 - 2 | C.S. Herediano                 | Ebal Rodríguez   | 24 de julio | 15:30 |  |
| Total de goles: 16 |       |                                |                  |             |       |  |

| Deportivo Saprissa             | 0 - 0 | C.S. Cartaginés    | Ricardo Saprissa  | 27 de julio     | 20:00 |             |
| C.S. Herediano                 | 2 - 1 | L.D. Alajuelense   | Rosabal Cordero   | 27 de julio     | 20:00 |             |
| Municipal Liberia              | 2 - 2 | Limón F.C.         | Edgardo Baltodano | 27 de julio     | 20:00 |             |
| C.F. Universidad de Costa Rica | 2 - 0 | A.D. San Carlos    | "Coyella" Fonseca | 28 de julio     | 19:00 |             |
| A.D. Carmelita                 | 2 - 0 | Belén F.C.         | Morera Soto       | 28 de julio     | 20:00 | Extra TV 42 |
| Pérez Zeledón                  | 1 - 2 | Santos de Guápiles | Municipal         | 4 de septiembre | 11:00 |             |
| Total de goles: 14             |       |                    |                   |                 |       |             |

| C.S. Herediano     | 2 - 1 | Municipal Liberia              | Rosabal Cordero   | 30 de julio | 20:00 |  |
| C.S. Cartaginés    | 2 - 0 | C.F. Universidad de Costa Rica | "Fello" Meza      | 31 de julio | 11:00 |  |
| Limón F.C.         | 0 - 3 | Deportivo Saprissa             | Juan Gobán        | 31 de julio | 14:30 |  |
| A.D. San Carlos    | 1 - 0 | A.D. Carmelita                 | "Coyella" Fonseca | 31 de julio | 15:00 |  |
| Santos de Guápiles | 1 - 0 | Belén F.C.                     | Ebal Rodríguez    | 31 de julio | 15:30 |  |
| L.D. Alajuelense   | 2 - 1 | Pérez Zeledón                  | Morera Soto       | 31 de julio | 17:00 |  |
| Total de goles: 13 |       |                                |                   |             |       |  |

| C.S. Cartaginés                | 1 - 1 | L.D. Alajuelense   | "Fello" Meza      | 6 de agosto | 20:00 |             |
| Municipal Liberia              | 2 - 0 | Santos de Guápiles | Edgardo Baltodano | 7 de agosto | 11:00 |             |
| A.D. Carmelita                 | 3 - 1 | Limón F.C.         | Morera Soto       | 7 de agosto | 13:00 | Extra TV 42 |
| C.F. Universidad de Costa Rica | 1 - 1 | Pérez Zeledón      | "Coyella" Fonseca | 7 de agosto | 14:00 |             |
| Belén F.C.                     | 1 - 0 | A.D. San Carlos    | Rosabal Cordero   | 7 de agosto | 16:30 |             |
| Deportivo Saprissa             | 1 - 0 | C.S. Herediano     | Ricardo Saprissa  | 7 de agosto | 17:00 |             |
| Total de goles: 12             |       |                    |                   |             |       |             |

| Pérez Zeledón      | 2 - 0 | A.D. Carmelita                 | Municipal         | 10 de agosto | 12:00 |  |
| Limón F.C.         | 1 - 0 | A.D. San Carlos                | Juan Gobán        | 10 de agosto | 15:00 |  |
| Santos de Guápiles | 0 - 1 | Deportivo Saprissa             | "Coyella" Fonseca | 10 de agosto | 20:00 |  |
| L.D. Alajuelense   | 0 - 1 | Belén F.C.                     | Morera Soto       | 10 de agosto | 20:00 |  |
| Municipal Liberia  | 2 - 3 | C.S. Cartaginés                | Edgardo Baltodano | 10 de agosto | 20:00 |  |
| C.S. Herediano     | 1 - 1 | C.F. Universidad de Costa Rica | Rosabal Cordero   | 11 de agosto | 20:00 |  |
| Total de goles: 12 |       |                                |                   |              |       |  |

| C.S. Cartaginés                | 2 - 1 | Pérez Zeledón      | "Fello" Meza      | 14 de agosto | 11:00 |             |
| C.F. Universidad de Costa Rica | 2 - 1 | Belén F.C.         | "Coyella" Fonseca | 14 de agosto | 11:00 |             |
| Limón F.C.                     | 2 - 1 | Santos de Guápiles | Juan Gobán        | 14 de agosto | 13:30 |             |
| A.D. San Carlos                | 0 - 3 | C.S. Herediano     | Carlos Ugalde     | 14 de agosto | 16:00 |             |
| L.D. Alajuelense               | 1 - 2 | Deportivo Saprissa | Morera Soto       | 14 de agosto | 19:00 |             |
| A.D. Carmelita                 | 1 - 0 | Municipal Liberia  | Morera Soto       | 16 de agosto | 20:00 | Extra TV 42 |
| Total de goles: 16             |       |                    |                   |              |       |             |

| C.S. Herediano     | 3 - 3 | C.S. Cartaginés                | Rosabal Cordero   | 20 de agosto | 20:00 |  |
| Pérez Zeledón      | 0 - 0 | Limón F.C.                     | Municipal         | 21 de agosto | 11:00 |  |
| L.D. Alajuelense   | 0 - 1 | A.D. Carmelita                 | "Fello" Meza      | 21 de agosto | 11:00 |  |
| Santos de Guápiles | 3 - 1 | C.F. Universidad de Costa Rica | Ebal Rodríguez    | 21 de agosto | 14:00 |  |
| Belén F.C.         | 2 - 2 | Deportivo Saprissa             | Rosabal Cordero   | 21 de agosto | 16:00 |  |
| Municipal Liberia  | 3 - 0 | A.D. San Carlos                | Edgardo Baltodano | 21 de agosto | 16:00 |  |
| Total de goles: 18 |       |                                |                   |              |       |  |

| C.S. Cartaginés                | 1 - 4 | Belén F.C.         | "Fello" Meza      | 28 de agosto | 11:00 |             |
| C.F. Universidad de Costa Rica | 1 - 1 | Municipal Liberia  | "Coyella" Fonseca | 28 de agosto | 13:00 |             |
| A.D. San Carlos                | 1 - 2 | L.D. Alajuelense   | Carlos Ugalde     | 28 de agosto | 14:00 |             |
| Limón F.C.                     | 2 - 2 | C.S. Herediano     | Juan Gobán        | 28 de agosto | 15:00 |             |
| Deportivo Saprissa             | 4 - 0 | Pérez Zeledón      | Ricardo Saprissa  | 28 de agosto | 16:30 |             |
| A.D. Carmelita                 | 0 - 2 | Santos de Guápiles | Morera Soto       | 31 de agosto | 20:00 | Extra TV 42 |
| Total de goles: 20             |       |                    |                   |              |       |             |

| C.S. Herediano     | 3 - 0 | A.D. Carmelita                 | Rosabal Cordero   | 10 de septiembre | 20:00 |  |
| Santos de Guápiles | 3 - 0 | C.S. Cartaginés                | Ebal Rodríguez    | 11 de septiembre | 14:00 |  |
| Belén F.C.         | 0 - 1 | Limón F.C.                     | Rosabal Cordero   | 11 de septiembre | 14:30 |  |
| Municipal Liberia  | 1 - 4 | Deportivo Saprissa             | Edgardo Baltodano | 11 de septiembre | 16:00 |  |
| L.D. Alajuelense   | 3 - 2 | C.F. Universidad de Costa Rica | Morera Soto       | 11 de septiembre | 17:00 |  |
| Pérez Zeledón      | 3 - 0 | A.D. San Carlos                | Municipal         | 12 de septiembre | 11:00 |  |
| Total de goles: 20 |       |                                |                   |                  |       |  |

#### Segunda vuelta
| L.D. Alajuelense               | 2 - 0 | Santos de Guápiles | Morera Soto       | 17 de septiembre | 20:00 |  |
| Municipal Liberia              | 2 - 2 | Belén F.C.         | Edgardo Baltodano | 17 de septiembre | 20:00 |  |
| C.S. Cartaginés                | 4 - 0 | Limón F.C.         | "Fello" Meza      | 17 de septiembre | 20:00 |  |
| Pérez Zeledón                  | 2 - 2 | C.S. Herediano     | Municipal         | 18 de septiembre | 11:00 |  |
| C.F. Universidad de Costa Rica | 2 - 2 | A.D. Carmelita     | "Coyella" Fonseca | 18 de septiembre | 11:00 |  |
| A.D. San Carlos                | 2 - 0 | Deportivo Saprissa | Carlos Ugalde     | 18 de septiembre | 16:45 |  |
| Total de goles: 20             |       |                    |                   |                  |       |  |

| A.D. Carmelita     | 0 - 1 | C.S. Cartaginés                | Morera Soto       | 20 de septiembre | 20:00 | Extra TV 42 |
| Pérez Zeledón      | 2 - 0 | Municipal Liberia              | Municipal         | 21 de septiembre | 12:00 |             |
| Deportivo Saprissa | 4 - 0 | C.F. Universidad de Costa Rica | Ricardo Saprissa  | 21 de septiembre | 20:00 |             |
| Limón F.C.         | 0 - 3 | L.D. Alajuelense               | "Coyella" Fonseca | 21 de septiembre | 20:00 |             |
| Santos de Guápiles | 0 - 0 | A.D. San Carlos                | Ebal Rodríguez    | 22 de septiembre | 15:00 |             |
| Belén F.C.         | 0 - 1 | C.S. Herediano                 | Rosabal Cordero   | 22 de septiembre | 20:00 |             |
| Total de goles: 11 |       |                                |                   |                  |       |             |

| A.D. Carmelita                 | 4 - 3 | Deportivo Saprissa | Morera Soto       | 24 de septiembre | 20:00 | Extra TV 42 |
| C.S. Herediano                 | 7 - 0 | Santos de Guápiles | Rosabal Cordero   | 24 de septiembre | 20:00 |             |
| C.F. Universidad de Costa Rica | 1 - 2 | Limón F.C.         | "Coyella" Fonseca | 25 de septiembre | 11:00 |             |
| C.S. Cartaginés                | 3 - 0 | A.D. San Carlos    | "Fello" Meza      | 25 de septiembre | 11:00 |             |
| Belén F.C.                     | 2 - 1 | Pérez Zeledón      | Rosabal Cordero   | 25 de septiembre | 13:15 |             |
| Municipal Liberia              | 0 - 1 | L.D. Alajuelense   | Edgardo Baltodano | 25 de septiembre | 16:00 |             |
| Total de goles: 24             |       |                    |                   |                  |       |             |

| C.S. Cartaginés    | 0 - 0 | Deportivo Saprissa             | "Fello" Meza    | 1 de octubre | 19:00 |  |
| A.D. San Carlos    | 0 - 3 | C.F. Universidad de Costa Rica | Carlos Ugalde   | 1 de octubre | 19:30 |  |
| L.D. Alajuelense   | 0 - 1 | C.S. Herediano                 | Morera Soto     | 1 de octubre | 19:45 |  |
| Limón F.C.         | 2 - 1 | Municipal Liberia              | Juan Gobán      | 2 de octubre | 13:15 |  |
| Belén F.C.         | 2 - 2 | A.D. Carmelita                 | Rosabal Cordero | 2 de octubre | 15:30 |  |
| Santos de Guápiles | 1 - 1 | Pérez Zeledón                  | Ebal Rodríguez  | 2 de octubre | 15:30 |  |
| Total de goles: 13 |       |                                |                 |              |       |  |

| Municipal Liberia              | 2 - 0 | C.S. Herediano     | Edgardo Baltodano | 8 de octubre  | 20:00 |             |
| Pérez Zeledón                  | 1 - 1 | L.D. Alajuelense   | Municipal         | 9 de octubre  | 11:00 |             |
| Belén F.C.                     | 0 - 4 | Santos de Guápiles | Rosabal Cordero   | 9 de octubre  | 13:30 |             |
| C.F. Universidad de Costa Rica | 2 - 2 | C.S. Cartaginés    | "Coyella" Fonseca | 9 de octubre  | 15:30 |             |
| Deportivo Saprissa             | 6 - 1 | Limón F.C.         | Ricardo Saprissa  | 9 de octubre  | 16:00 |             |
| A.D. Carmelita                 | 0 - 0 | A.D. San Carlos    | Morera Soto       | 11 de octubre | 19:00 | Extra TV 42 |
| Total de goles: 19             |       |                    |                   |               |       |             |

| C.S. Herediano     | 2 - 1 | Deportivo Saprissa             | Rosabal Cordero | 15 de octubre | 20:00 |  |
| Pérez Zeledón      | 1 - 0 | C.F. Universidad de Costa Rica | Municipal       | 16 de octubre | 11:00 |  |
| L.D. Alajuelense   | 0 - 1 | C.S. Cartaginés                | Morera Soto     | 16 de octubre | 13:00 |  |
| Santos de Guápiles | 2 - 1 | Municipal Liberia              | Ebal Rodríguez  | 16 de octubre | 14:00 |  |
| Limón F.C.         | 0 - 3 | A.D. Carmelita                 | Juan Gobán      | 16 de octubre | 15:30 |  |
| A.D. San Carlos    | 0 - 1 | Belén F.C.                     | Carlos Ugalde   | 16 de octubre | 16:00 |  |
| Total de goles: 12 |       |                                |                 |               |       |  |

| A.D. San Carlos                | 2 - 0 | Limón F.C.         | Carlos Ugalde     | 22 de octubre | 19:30 |             |
| Belén F.C.                     | 0 - 3 | L.D. Alajuelense   | Rosabal Cordero   | 22 de octubre | 20:00 |             |
| C.S. Cartaginés                | 3 - 3 | Municipal Liberia  | "Fello" Meza      | 23 de octubre | 11:00 |             |
| Deportivo Saprissa             | 2 - 0 | Santos de Guápiles | Ricardo Saprissa  | 23 de octubre | 14:00 |             |
| C.F. Universidad de Costa Rica | 2 - 2 | C.S. Herediano     | "Coyella" Fonseca | 23 de octubre | 16:00 |             |
| A.D. Carmelita                 | 1 - 0 | Pérez Zeledón      | Morera Soto       | 25 de octubre | 19:00 | Extra TV 42 |
| Total de goles: 18             |       |                    |                   |               |       |             |

| Belén F.C.         | 3 - 2 | C.F. Universidad de Costa Rica | Rosabal Cordero   | 29 de octubre | 17:00 |  |
| Deportivo Saprissa | 2 - 0 | L.D. Alajuelense               | Ricardo Saprissa  | 29 de octubre | 20:00 |  |
| Municipal Liberia  | 1 - 0 | A.D. Carmelita                 | Edgardo Baltodano | 30 de octubre | 11:00 |  |
| Pérez Zeledón      | 2 - 0 | C.S. Cartaginés                | Municipal         | 30 de octubre | 11:00 |  |
| C.S. Herediano     | 2 - 1 | A.D. San Carlos                | Rosabal Cordero   | 30 de octubre | 11:00 |  |
| Santos de Guápiles | 1 - 2 | Limón F.C.                     | Ebal Rodríguez    | 30 de octubre | 15:30 |  |
| Total de goles: 16 |       |                                |                   |               |       |  |

| Limón F.C.                     | 2 - 1 | Pérez Zeledón      | Juan Gobán        | 2 de noviembre | 15:00 |             |
| A.D. San Carlos                | 2 - 2 | Municipal Liberia  | Carlos Ugalde     | 2 de noviembre | 19:30 |             |
| C.F. Universidad de Costa Rica | 0 - 1 | Santos de Guápiles | "Coyella" Fonseca | 2 de noviembre | 20:00 |             |
| Deportivo Saprissa             | 2 - 1 | Belén F.C.         | Ricardo Saprissa  | 2 de noviembre | 20:00 |             |
| C.S. Cartaginés                | 2 - 2 | C.S. Herediano     | "Fello" Meza      | 3 de noviembre | 20:00 |             |
| A.D. Carmelita                 | 1 - 3 | L.D. Alajuelense   | Morera Soto       | 3 de noviembre | 20:00 | Extra TV 42 |
| Total de goles: 19             |       |                    |                   |                |       |             |

| L.D. Alajuelense   | 2 - 1 | A.D. San Carlos                | Morera Soto       | 6 de noviembre | 11:00 |  |
| Pérez Zeledón      | 1 - 2 | Deportivo Saprissa             | Municipal         | 6 de noviembre | 11:00 |  |
| Santos de Guápiles | 3 - 0 | A.D. Carmelita                 | Ebal Rodríguez    | 6 de noviembre | 11:00 |  |
| Belén F.C.         | 3 - 3 | C.S. Cartaginés                | "Coyella" Fonseca | 6 de noviembre | 11:00 |  |
| C.S. Herediano     | 2 - 0 | Limón F.C.                     | Rosabal Cordero   | 6 de noviembre | 11:00 |  |
| Municipal Liberia  | 1 - 2 | C.F. Universidad de Costa Rica | Edgardo Baltodano | 6 de noviembre | 16:00 |  |
| Total de goles: 20 |       |                                |                   |                |       |  |

| Limón F.C.                     | 2 - 1 | Belén F.C.         | Juan Gobán        | 12 de noviembre | 14:00 |             |
| A.D. San Carlos                | 2 - 1 | Pérez Zeledón      | Carlos Ugalde     | 12 de noviembre | 19:30 |             |
| Deportivo Saprissa             | 3 - 1 | Municipal Liberia  | Ricardo Saprissa  | 13 de noviembre | 14:00 |             |
| A.D. Carmelita                 | 0 - 0 | C.S. Herediano     | Morera Soto       | 13 de noviembre | 14:00 | Extra TV 42 |
| C.F. Universidad de Costa Rica | 2 - 3 | L.D. Alajuelense   | "Coyella" Fonseca | 13 de noviembre | 16:00 |             |
| C.S. Cartaginés                | 2 - 3 | Santos de Guápiles | "Fello" Meza      | 13 de noviembre | 16:00 |             |
| Total de goles: 18             |       |                    |                   |                 |       |             |

## Fase cuadrangular

### Tabla de posiciones
|    | Equipos            |  | PJ | PG | PE | PP | GF | GC | Dif. | Pts. |
| -- | ------------------ |  | -- | -- | -- | -- | -- | -- | ---- | ---- |
| 1. | Deportivo Saprissa |  | 6  | 4  | 1  | 1  | 11 | 4  | +7   | 13   |
| 2. | C.S. Herediano     |  | 6  | 3  | 2  | 1  | 12 | 4  | +8   | 11   |
| 3. | L.D. Alajuelense   |  | 6  | 1  | 2  | 3  | 7  | 12 | -5   | 5    |
| 4. | Santos de Guápiles |  | 6  | 1  | 1  | 4  | 4  | 14 | -10  | 4    |

| Simbología |
| --- |
| Pos – Posición; PJ – Partidos Jugados; PG - Partidos Ganados; PE - Partidos Empatados; PP - Partidos Perdidos; GF – Goles a Favor; GC – Goles en Contra; DIF – Diferencia de Goles; PTS - Puntos. |

|  | Líder, clasifica a la final (1º Lugar). |

### Tabla General
El equipo que asegura el primer lugar de la cuadrangular que no sea el líder de la clasificación, accederá a una final por el título a visita recíproca (ida y vuelta). Para determinar el conjunto local del último partido, se tomará en cuenta el puntaje obtenido en las dos fases. De no presentarse esta situación, donde si el mismo club es líder de las dos etapas, se coronará campeón automáticamente sin necesidad de lo mencionado anteriormente.
|    | Equipos            |  | PJ | PG | PE | PP | GF | GC | Dif. | Pts. |
| -- | ------------------ |  | -- | -- | -- | -- | -- | -- | ---- | ---- |
| 1. | Deportivo Saprissa |  | 28 | 19 | 5  | 4  | 63 | 23 | +40  | 62   |
| 2. | C.S. Herediano     |  | 28 | 15 | 10 | 3  | 56 | 28 | +28  | 55   |
| 3. | L.D. Alajuelense   |  | 28 | 13 | 5  | 10 | 38 | 32 | +6   | 44   |
| 4. | Santos de Guápiles |  | 28 | 11 | 6  | 11 | 34 | 41 | -7   | 39   |

### Jornadas
- Los horarios son correspondientes al tiempo de Costa Rica (UTC-6).

#### Primera vuelta
| C.S. Herediano    | 5 - 0 | Santos de Guápiles | Rosabal Cordero | 19 de noviembre | 20:00 |  |
| L.D. Alajuelense  | 1 - 1 | Deportivo Saprissa | Morera Soto     | 7 de diciembre  | 20:00 |  |
| Total de goles: 7 |       |                    |                 |                 |       |  |

| Santos de Guápiles | 3 - 2 | L.D. Alajuelense | "Coyella" Fonseca | 14 de diciembre | 20:30 |  |
| Deportivo Saprissa | 2 - 0 | C.S. Herediano   | Ricardo Saprissa  | 15 de diciembre | 20:30 |  |
| Total de goles: 7  |       |                  |                   |                 |       |  |

| L.D. Alajuelense   | 0 - 0 | C.S. Herediano     | Morera Soto  | 27 de noviembre | 16:00 |  |
| Santos de Guápiles | 0 - 3 | Deportivo Saprissa | "Fello" Meza | 27 de noviembre | 17:00 |  |
| Total de goles: 3  |       |                    |              |                 |       |  |

#### Segunda vuelta
| Santos de Guápiles | 0 - 0 | C.S. Herediano   | "Coyella" Fonseca | 30 de noviembre | 20:00 |  |
| Deportivo Saprissa | 2 - 1 | L.D. Alajuelense | Ricardo Saprissa  | 1 de diciembre  | 20:00 |  |
| Total de goles: 3  |       |                  |                   |                 |       |  |

| L.D. Alajuelense  | 2 - 1 | Santos de Guápiles | Morera Soto     | 4 de diciembre | 16:00 |  |
| C.S. Herediano    | 2 - 1 | Deportivo Saprissa | Rosabal Cordero | 4 de diciembre | 18:30 |  |
| Total de goles: 6 |       |                    |                 |                |       |  |

| C.S. Herediano     | 5 - 1 | L.D. Alajuelense   | Rosabal Cordero  | 10 de diciembre | 20:00 |  |
| Deportivo Saprissa | 2 - 0 | Santos de Guápiles | Ricardo Saprissa | 11 de diciembre | 17:00 |  |
| Total de goles: 8  |       |                    |                  |                 |       |  |

|                            |
| Campeón Deportivo Saprissa |
| 33.er título               |

## Estadísticas

### Máximos goleadores
Lista con los máximos goleadores de la competencia.
| 1.º                                   |  | Yendrick Ruiz          | C.S. Herediano                 | 13 |
| 2.º                                   |  | Jonathan McDonald      | L.D. Alajuelense               | 12 |
| 3.º                                   |  | Marvin Angulo          | Deportivo Saprissa             | 11 |
| 4.º                                   |  | José Luis Cordero      | Belén F.C.                     | 9  |
| 4.º                                   |  | Reimond Salas          | Santos de Guápiles             | 9  |
| 6.º                                   |  | Erick Scott            | Limón F.C.                     | 8  |
| 6.º                                   |  | Francisco Calvo        | Deportivo Saprissa             | 8  |
| 6.º                                   |  | Randall Brenes         | C.S. Cartaginés                | 8  |
| 6.º                                   |  | Rolando Blackburn      | Deportivo Saprissa             | 8  |
| 9.º                                   |  | Fabrizio Ronchetti     | Deportivo Saprissa             | 7  |
| 9.º                                   |  | Freddy Álvarez         | C.F. Universidad de Costa Rica | 7  |
| 9.º                                   |  | Jonathan Hansen        | C.S. Herediano                 | 7  |
| 9.º                                   |  | Leonardo Adams         | Belén F.C.                     | 7  |
| 9.º                                   |  | Olman Vargas           | C.F. Universidad de Costa Rica | 7  |
| 13.º                                  |  | Andy Reyes             | A.D. Carmelita                 | 6  |
| 13.º                                  |  | Giovanni Clunie        | C.S. Cartaginés                | 6  |
| 13.º                                  |  | Johnny Woodly          | L.D. Alajuelense               | 6  |
| 13.º                                  |  | Randall Azofeifa       | C.S. Herediano                 | 6  |
| 16.º                                  |  | Amir Waithe            | A.D. Carmelita                 | 5  |
| 16.º                                  |  | Andrés Lezcano         | Pérez Zeledón                  | 5  |
| 16.º                                  |  | Daniel Colindres       | Deportivo Saprissa             | 5  |
| 16.º                                  |  | Ulises Segura          | Deportivo Saprissa             | 5  |
| 16.º                                  |  | Yuaycell Wright        | Limón F.C.                     | 5  |
| 21.º                                  |  | Cristhiam Lagos        | Santos de Guápiles             | 4  |
| 21.º                                  |  | Edder Solórzano        | Santos de Guápiles             | 4  |
| 21.º                                  |  | Greivin Méndez         | Limón F.C.                     | 4  |
| 21.º                                  |  | Gustavo Díaz           | C.F. Universidad de Costa Rica | 4  |
| 21.º                                  |  | Hernán Fener           | C.S. Cartaginés                | 4  |
| 21.º                                  |  | Jean Scott             | Municipal Liberia              | 4  |
| 21.º                                  |  | Jonathan Moya          | C.F. Universidad de Costa Rica | 4  |
| 21.º                                  |  | José Guillermo Ortiz   | L.D. Alajuelense               | 4  |
| 21.º                                  |  | Keilor Soto            | Pérez Zeledón                  | 4  |
| 21.º                                  |  | Kenneth García         | Municipal Liberia              | 4  |
| 21.º                                  |  | Kevin Fajardo          | C.S. Cartaginés                | 4  |
| 21.º                                  |  | Óscar Esteban Granados | C.S. Herediano                 | 4  |
| 21.º                                  |  | Pablo Salazar          | C.S. Herediano                 | 4  |
| 21.º                                  |  | Víctor Núñez           | C.S. Herediano                 | 4  |
| 34.º                                  |  | Axel Myers             | Municipal Liberia              | 3  |
| 34.º                                  |  | Cristopher Meneses     | L.D. Alajuelense               | 3  |
| 34.º                                  |  | David Guzmán           | Deportivo Saprissa             | 3  |
| 34.º                                  |  | Diego Madrigal         | L.D. Alajuelense               | 3  |
| 34.º                                  |  | Elías Aguilar          | C.S. Herediano                 | 3  |
| 34.º                                  |  | Gerson Torres          | C.S. Herediano                 | 3  |
| 34.º                                  |  | Gustavo Jiménez        | A.D. San Carlos                | 3  |
| 34.º                                  |  | Josué Martínez         | C.S. Herediano                 | 3  |
| 34.º                                  |  | Juan de Dios Hernández | L.D. Alajuelense               | 3  |
| 34.º                                  |  | Kenny Cunningham       | Santos de Guápiles             | 3  |
| 34.º                                  |  | Kevin Sancho           | Pérez Zeledón                  | 3  |
| 34.º                                  |  | Luis Ángel Landín      | Pérez Zeledón                  | 3  |
| 34.º                                  |  | Mariano Torres         | Deportivo Saprissa             | 3  |
| 34.º                                  |  | Osvaldo Rodríguez      | Santos de Guápiles             | 3  |
| 34.º                                  |  | Rafael Núñez           | Municipal Liberia              | 3  |
| 34.º                                  |  | Randall Alvarado       | C.S. Cartaginés                | 3  |
| 34.º                                  |  | Roy Miller             | Deportivo Saprissa             | 3  |
| 34.º                                  |  | Roy Myrie              | Pérez Zeledón                  | 3  |
| 52.º                                  |  | Álvaro Aguilar         | A.D. San Carlos                | 2  |
| 52.º                                  |  | Andrey Ugalde          | A.D. Carmelita                 | 2  |
| 52.º                                  |  | Anllel Porras          | Deportivo Saprissa             | 2  |
| 52.º                                  |  | Bryan Vega             | Belén F.C.                     | 2  |
| 52.º                                  |  | Cristian Chaves        | A.D. San Carlos                | 2  |
| 52.º                                  |  | Darío Delgado          | C.F. Universidad de Costa Rica | 2  |
| 52.º                                  |  | Edder Monguío          | Santos de Guápiles             | 2  |
| 52.º                                  |  | Esyin Cordero          | Pérez Zeledón                  | 2  |
| 52.º                                  |  | Hansell Arauz          | Deportivo Saprissa             | 2  |
| 52.º                                  |  | Heiner Mora            | Deportivo Saprissa             | 2  |
| 52.º                                  |  | Ismael Gómez           | Santos de Guápiles             | 2  |
| 52.º                                  |  | Jason Scott            | C.F. Universidad de Costa Rica | 2  |
| 52.º                                  |  | Javier Loaiza          | A.D. San Carlos                | 2  |
| 52.º                                  |  | Jordan Medina          | Municipal Liberia              | 2  |
| 52.º                                  |  | José Miguel Cubero     | C.S. Herediano                 | 2  |
| 52.º                                  |  | Juan Vicente Solís     | A.D. San Carlos                | 2  |
| 52.º                                  |  | Kenneth Dixon          | Santos de Guápiles             | 2  |
| 52.º                                  |  | Lucas Gómez            | L.D. Alajuelense               | 2  |
| 52.º                                  |  | Mauricio Castillo      | C.S. Cartaginés                | 2  |
| 52.º                                  |  | Michael Barquero       | Santos de Guápiles             | 2  |
| 52.º                                  |  | Pablo Gabas            | L.D. Alajuelense               | 2  |
| 52.º                                  |  | Paolo Jiménez          | C.S. Cartaginés                | 2  |
| 52.º                                  |  | Ricardo Blanco         | C.S. Cartaginés                | 2  |
| 52.º                                  |  | Starling Matarrita     | A.D. Carmelita                 | 2  |
| 52.º                                  |  | Steven Williams        | Limón F.C.                     | 2  |
| 52.º                                  |  | Verny Scott            | Belén F.C.                     | 2  |
| 80.º                                  |  | Aarón Navarro          | Pérez Zeledón                  | 1  |
| 80.º                                  |  | Alejandro Alpízar      | A.D. Carmelita                 | 1  |
| 80.º                                  |  | Bernal Alfaro          | A.D. Carmelita                 | 1  |
| 80.º                                  |  | Bryan López            | Belén F.C.                     | 1  |
| 80.º                                  |  | Carlos Hernández       | A.D. Carmelita                 | 1  |
| 80.º                                  |  | Carlos Johnson         | C.S. Cartaginés                | 1  |
| 80.º                                  |  | César Carrillo         | Municipal Liberia              | 1  |
| 80.º                                  |  | César López            | A.D. Carmelita                 | 1  |
| 80.º                                  |  | Diego Calvo            | Pérez Zeledón                  | 1  |
| 80.º                                  |  | Eder Morales           | Belén F.C.                     | 1  |
| 80.º                                  |  | Édgar Chacón           | A.D. San Carlos                | 1  |
| 80.º                                  |  | Eduardo Valverde       | Pérez Zeledón                  | 1  |
| 80.º                                  |  | Érick Zúñiga           | A.D. San Carlos                | 1  |
| 80.º                                  |  | Fabián Oviedo          | A.D. Carmelita                 | 1  |
| 80.º                                  |  | Francisco Flores       | Municipal Liberia              | 1  |
| 80.º                                  |  | Francisco Rodríguez    | C.F. Universidad de Costa Rica | 1  |
| 80.º                                  |  | Heyrel Saravia         | C.S. Herediano                 | 1  |
| 80.º                                  |  | Ignacio Quesada        | C.F. Universidad de Costa Rica | 1  |
| 80.º                                  |  | Jaikel Medina          | Deportivo Saprissa             | 1  |
| 80.º                                  |  | Jaime Valderramos      | A.D. Carmelita                 | 1  |
| 80.º                                  |  | Javier Camareno        | Municipal Liberia              | 1  |
| 80.º                                  |  | Jean Carlo Innecken    | L.D. Alajuelense               | 1  |
| 80.º                                  |  | Jean Carlos Sánchez    | Municipal Liberia              | 1  |
| 80.º                                  |  | JeMark Hernández       | Limón F.C.                     | 1  |
| 80.º                                  |  | Jimmy Marín            | Belén F.C.                     | 1  |
| 80.º                                  |  | Johan Condega          | C.S. Herediano                 | 1  |
| 80.º                                  |  | Johnny Acosta          | C.S. Herediano                 | 1  |
| 80.º                                  |  | Jonathan de León       | Municipal Liberia              | 1  |
| 80.º                                  |  | Jorge Alejandro Castro | C.S. Cartaginés                | 1  |
| 80.º                                  |  | Jorge Davis            | Pérez Zeledón                  | 1  |
| 80.º                                  |  | José Garro             | Santos de Guápiles             | 1  |
| 80.º                                  |  | José Salvatierra       | L.D. Alajuelense               | 1  |
| 80.º                                  |  | Josué Mitchell         | Santos de Guápiles             | 1  |
| 80.º                                  |  | Josué Rodríguez        | Belén F.C.                     | 1  |
| 80.º                                  |  | Juan Bustos Golobio    | Deportivo Saprissa             | 1  |
| 80.º                                  |  | Juan Diego Madrigal    | Municipal Liberia              | 1  |
| 80.º                                  |  | Juan Pablo Vargas      | Belén F.C.                     | 1  |
| 80.º                                  |  | Julio Cascante         | Deportivo Saprissa             | 1  |
| 80.º                                  |  | Junior Alvarado        | Belén F.C.                     | 1  |
| 80.º                                  |  | Justin Daly            | C.S. Herediano                 | 1  |
| 80.º                                  |  | Kareem McLean          | Limón F.C.                     | 1  |
| 80.º                                  |  | Lemark Hernández       | C.F. Universidad de Costa Rica | 1  |
| 80.º                                  |  | Luis Stewart Pérez     | Pérez Zeledón                  | 1  |
| 80.º                                  |  | Marco Mena             | A.D. San Carlos                | 1  |
| 80.º                                  |  | Marvin Esquivel        | Limón F.C.                     | 1  |
| 80.º                                  |  | Nicolás Vigneri        | C.S. Cartaginés                | 1  |
| 80.º                                  |  | Pablo Herrera          | Pérez Zeledón                  | 1  |
| 80.º                                  |  | Reinaldo Brenes        | Belén F.C.                     | 1  |
| 80.º                                  |  | Sergio Córdoba         | Municipal Liberia              | 1  |
| 80.º                                  |  | Víctor Gutiérrez       | C.F. Universidad de Costa Rica | 1  |
| 80.º                                  |  | Víctor Josué Murillo   | Belén F.C.                     | 1  |
| 80.º                                  |  | Walter Chévez          | Municipal Liberia              | 1  |
| 80.º                                  |  | Walter Silva           | A.D. San Carlos                | 1  |
| 80.º                                  |  | Wílmer Azofeifa        | Santos de Guápiles             | 1  |
| Última actualización: 15 de diciembre |  |                        |                                |    |

### Tripletes o más
| José Luis Cordero                     | Belén F.C.       | C.S. Cartaginés                | 1 - 4 | 32' (pen.) 69' 87' | 28 de agosto     |
| Juan de Dios Hernández                | L.D. Alajuelense | C.F. Universidad de Costa Rica | 3 - 2 | 7' 50' 58'         | 11 de septiembre |
| Yendrick Ruiz                         | C.S. Herediano   | Santos de Guápiles             | 7 - 0 | 9' 17' 81'         | 24 de septiembre |
| Randall Azofeifa                      | C.S. Herediano   | L.D. Alajuelense               | 5 - 1 | 17' 47' 84'        | 10 de diciembre  |
| Última actualización: 10 de diciembre |                  |                                |       |                    |                  |

## Asistencia y recaudación
| Deportivo Saprissa                    | 155.061 | ₡ 465.841.245,00 |
| L.D. Alajuelense                      | 114.860 | ₡ 227.996.000,00 |
| C.S. Herediano                        | 66.862  | ₡ 136.372.000,00 |
| C.S. Cartaginés                       | 61.469  | ₡ 150.449.000,00 |
| A.D. San Carlos                       | 21.255  | ₡ 35.238.000,00  |
| Municipal Liberia                     | 11.538  | ₡ 35.745.000,00  |
| Santos de Guápiles                    | 10.653  | ₡ 28.018.000,00  |
| Pérez Zeledón                         | 10.195  | ₡ 33.881.000,00  |
| A.D. Carmelita                        | 7.350   | ₡ 6.962.000,00   |
| Limón F.C.                            | 7.214   | ₡ 28.806.000,00  |
| Belén F.C.                            | 6.825   | ₡ 10.615.500,00  |
| C.F. Universidad de Costa Rica        | 4.585   | ₡ 11.073.000,00  |
| Última actualización: 20 de diciembre |         |                  |